# Peyrolles-en-Provence
Peyrolles-en-Provence – miejscowość i gmina we Francji, w regionie Prowansja-Alpy-Lazurowe Wybrzeże, w departamencie Delta Rodanu.
Według danych na rok 1990 gminę zamieszkiwało 2918 osób, a gęstość zaludnienia wynosiła 84 osoby/km² (wśród 963 gmin regionu Prowansja-Alpy-W. Lazurowe Peyrolles-en-Provence plasuje się na 208. miejscu pod względem liczby ludności, natomiast pod względem powierzchni na miejscu 281.).